# Бернарду Лопіш
Бернарду Моргаду Гашпар Лопіш (порт. Bernardo Morgado Gaspar Lopes; нар. 30 липня 1993, Кашкайш, Португалія) — португальський футболіст, центральний захисник гібралтарського клубу «Лінкольн Ред Імпс».

## Життєпис
Вихованець дитячо-юнацьких та молодіжних академій клубів «Уніау Тіреш», «Агуалва», «Ештуріл-Прая» та «Бенфіка» (Лісабон).
На початку липня 2012 року перейшов до скромного клубу «Лулетану». У футболці нового клубу дебютував 23 вересня 2012 року в програному (0:3) домашньому поєдинку 2-го туру чемпіонату Португалії (третя ліга) проти «Фатіми». Бернарду вийшов на поле в стартовому складі та відіграв увесь матч. Першим голом за «Лулетану» відзначився 4 листопада 2012 року на 79-ій хвилині нічийного (1:1) домашнього поєдинку 7-го туру чемпіонату Португалії проти «Уніан Лейрії». Лопіш вийшов на поле в стартовому складі та відіграв увесь матч. За два сезони, проведені в «Лулетану» зіграв 50 матчів у третій лізі Португалії, в яких відзначився 10-ма голами.
На початку липня 2014 року перебрався до «Марітіму Б». Дебютував за дургу команду «Марітіму» 13 вересня 2014 року в програному (1:3) домашньому поєдинку 6-го туру Сегунда-Ліги проти «Бейра-Мар». Бернарду вийшов на поле в стартовому складі та відіграв увесь матч. У сезоні 2014/15 років зіграв 23 матчі в Сегунда-Лізі, але його команда за підсумками сезону понизилася в класі. Наступного року також перебував у команді, але зіграв лише 1 поєдинок у Третій лізі Португалії. 29 травня 2015 року провів свій єдиний матч у футболці першої команди «Марітіму», в рамках фіналу кубку португальської ліги проти «Бенфіки» (1:2). Лопіш вийшов на поле в стартовому складі та відіграв увесь матч. 
На початку вересня 2015 року підсилив гібралтарський клуб «Лінкольн Ред Імпс». У команді швидко став одним з ключових захисників. У складі «Лінкольна» неодноразово вигравав національний чемпіонат та кубок. Окрім цього, зіграв 14 матчів у кваліфікаційних етапах єврокубків, по 7 — у Лізі чемпіонів та Лізі Європи.

## Досягнення
«Марітіму»
- Кубок португальської ліги
  -  Фіналіст (1): 2014/15

«Лінкольн Ред Імпс»
- Прем'єр-дивізіон Гібралтару
  -  Чемпіон (8): 2015/16, 2017/18, 2018/19, 2020/21, 2021/22, 2022/23, 2023/24, 2024/25
  -  Срібний призер (1): 2016/17

- Кубок Гібралтару
  -  Володар (4): 2015/16, 2020/21, 2021/22, 2023/24
  -  Фіналіст (1): 2017

- Суперкубок Гібралтару
  -  Володар (3): 2017, 2022, 2025
  -  Фіналіст (4): 2018, 2019, 2021, 2024